# Preply
Preply é um aplicativo de aprendizado de idiomas e plataforma de e-learning com sede em Kyiv, Ucrânia, e escritórios em Barcelona, Espanha.
Em setembro de 2021, a Preply já conecta mais de 140.000 tutores ensinando 50 idiomas em 203 países ao redor do mundo.

## História
A empresa foi fundada em 2012 pelos empreendedores ucranianos Kirill Bigai, Dmytro Voloshyn, e Serge Lukyanov. O site, preply.com, foi relançado em novembro de 2013 com foco em aprendizado online de idiomas.
Em 31 de agosto de 2013, a Preply se tornou um líder entre as startups educacionais ucranianas depois de um investimento de anjo de US$ 180.000 de Semyon Dukach, Borya Shakhnovich, Vadim Yasinovsky, Dan Pasko, Torben Majgaard, e Vostok Ventures.
Em 2013, a empresa começou a expandir para os mercados da Ucrânia, Belarus (Bielorrússia), Rússia, Cazaquistão, e Polônia.
Em 2016, a plataforma da Preply foi reestruturada, com a adição de um algoritmo de ranqueamento de recomendações e classificação de tutores baseado em aprendizado de máquina.
Em 2018, a Preply Classroom (anteriormente Preply space) foi lançada como um ecossistema de aprendizado de idiomas all-in-one, com plataforma de vídeo integrada, chat online, compartilhamento de telas, entre outras funções.
Em 2019, a Preply abriu um novo escritório em Barcelona, Espanha, e expandiu seus serviços para os mercados do Reino Unido, da Alemanha, e da própria Espanha.
Em março de 2020, a Preply atraiu US $10 milhões em investimentos. Os investidores incluíram o fundo de capital de risco Hoxton Ventures com sede em Londres, o fundo de capital de risco alemão Point Nine Capital, business angels - o ex-diretor geral de marketing da Booking.com Arthur Kosten, o fundador do Couchsurfing Daniel Hoffer e outros.
Até setembro de 2021, o aplicativo já recebeu US$ 50,6 milhões em investimentos, em um total de oito rodadas de investimento.

## Produto
O produto da Preply é baseado em tutoria humana individual. A empresa usa um algoritmo de aprendizado de máquina para aumentar a eficiência do pareamento entre alunos e tutores com base em vários parâmetros, como preço, disponibilidade, país de origem, outros idiomas falados, objetivos de aprendizado, entre outros.
A Preply desenvolveu um Currículo autoral, que complementa o aprendizado humano suprindo testes de nivelamento com reconhecimento de voz por inteligência artificial e exercícios interativos de vocabulário, disponíveis em todas as plataformas, junto com outras funcionalidades.

## Reconhecimento
Em maio de 2020, a Preply ganhou o prêmio “The Revenue Hack of 2020” na Ukrainian Startup Awards.
Em julho de 2021, a Preply foi finalista no 2021 Europas Award, na categoria “Hottest edTech Startup in Europe.”
Ainda naquele mês, a Preply foi nomeada para a lista “Top 100 IT Employers in Ukraine.”